# Free On-line Dictionary of Computing

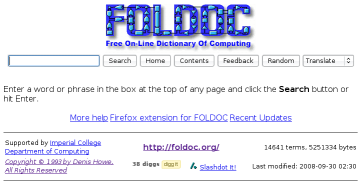
Imagen de la página FOLDOC

Free On-line Dictionary of Computing o FOLDOC (del inglés «Diccionario de informática en línea y libre») es un diccionario enciclopédico de informática en línea. Fundado en 1985 por Denis Howe, es alojado por el Imperial College de Londres. Howe es el redactor jefe del diccionario desde sus orígenes.
FOLDOC se publica bajo la licencia de Documentación Libre GNU, versión 1.1 o posterior, publicada por la Free Software Foundation. No tiene secciones fijas, ni textos de cubierta.